# Wolkramshausen
Wolkramshausen – dzielnica miasta Bleicherode w Niemczech, w kraju związkowym Turyngia, w powiecie Nordhausen. Do 31 grudnia 2018 jako samodzielna gmina wchodziła w skład wspólnoty administracyjnej Hainleite.